# فرودگاه ژوب
فرودگاه ژوب  (به انگلیسی: Zhob Airport) یک فرودگاه همگانی با کد یاتا PZH است که یک باند فرود آسفالت دارد و طول باند آن ۱۸۲۹ متر است. این فرودگاه در شهر ژوب کشور پاکستان قرار دارد و در ارتفاع ۱۴۴۱ متری از سطح دریا واقع شده است.

## شرکت‌های هواپیمایی و مقصدهای پروازی
| شرکت‌های هواپیمایی           | مقصدهای پروازی |
| --------------------------- | -------------- |
| هواپیمایی بین‌المللی پاکستان | جناح           |